# Dorothy Morris

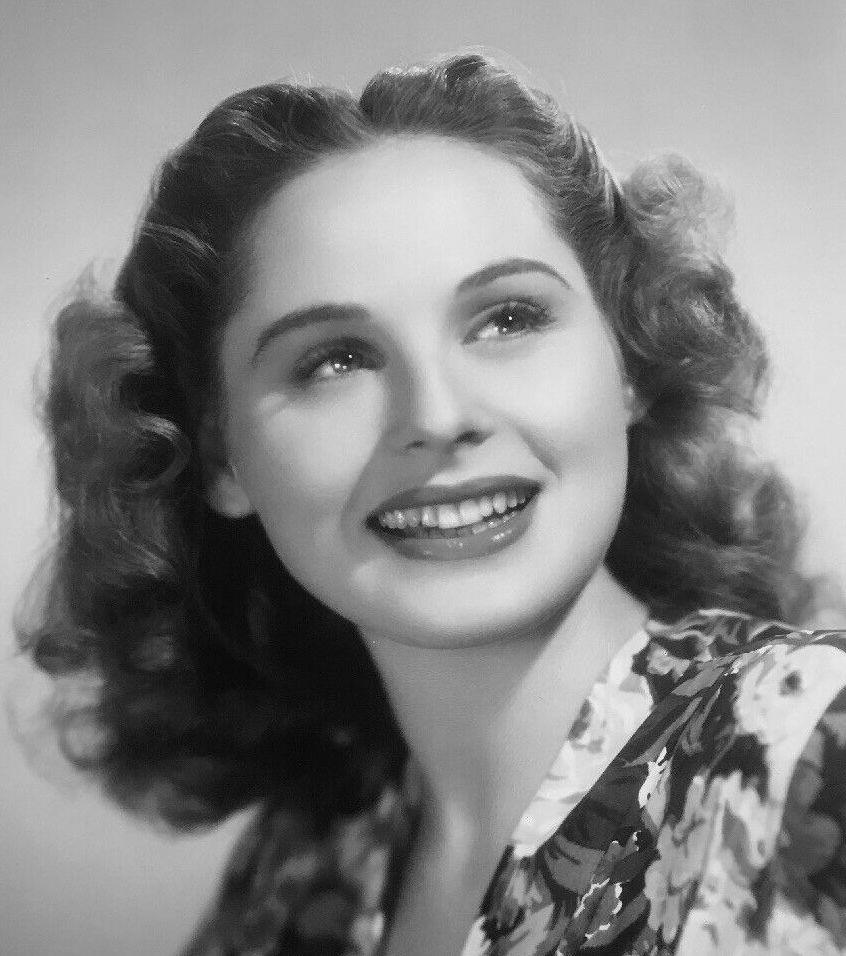
Dorothy Morris.

Dorothy Morris, född 23 februari 1922 i Los Angeles, Kalifornien, död 20 november 2011 i Palm Springs, Kalifornien, var en amerikansk skådespelare. På 1940-talet medverkade hon i större biroller i filmbolaget Metro-Goldwyn-Mayers produktioner. Hon lämnade filmbranschen i samband med giftermål men återkom på 1950-talet och 1960-talet i TV-roller och några mindre filmroller.

## Filmografi, urval
- 1941 – Hennes svaga punkt (ej krediterad)
- 1942 – Kriget mot mrs. Hadley
- 1942 – Sju sjungande hjärtan
- 1943 – Vi människor
- 1943 – Kvinnor vid fronten
- 1944 – Ingen skall undkomma
- 1945 – 30 sekunder över Tokio
- 1945 – När hjärtat talar
- 1945 – Club Havana
- 1966 – Död man lever